# Xanthophyllum nitidum
Xanthophyllum nitidum är en jungfrulinsväxtart som beskrevs av W.J.de Wilde och Duyfjes. Xanthophyllum nitidum ingår i släktet Xanthophyllum och familjen jungfrulinsväxter. Inga underarter finns listade i Catalogue of Life.